# Lupe Lamora
Lupe Lamora è un personaggio apparso nel sedicesimo film della serie cinematografica di James Bond, Agente 007 - Vendetta privata (1989), il primo a non essere tratto da un racconto di Ian Fleming.
È una delle principali Bond girl del film ed è interpretata dall'attrice statunitense di origini portoricane Talisa Soto.

## Caratteristiche
Lupe è una bellissima donna, fidanzata con Franz Sanchez, il criminale antagonista di James Bond. Lupe vive una vita ingabbiata, ovviamente abita in una villa di lusso con tutto quello che si potrebbe desiderare ma sempre sotto il controllo del suo fidanzato e dei suoi modi brutali. Lupe ha più volte tentato la fuga e ogni volta è stata catturata dal suo uomo e punita crudelmente (ne porta ancora i dolorosi segni sulla schiena). Lupe non prova amore nei confronti di Sanchez (quest'ultimo invece sembra realmente innamorato di Lupe anche se nel suo modo decisamente perverso e possessivo).
Vincitrice di diversi concorsi di bellezza, ha lavorato per un periodo nel casino di proprietà di Sanchez e quindi sa maneggiare con maestria le carte.
Ci sono parecchie analogie  con il personaggio Andrea Andres (interpretato da Maud Adams) nel film del 1974 Agente 007 - L'uomo dalla pistola d'oro. Entrambe le donne sono costrette a servire i rispettivi compagni ed entrambe chiedono l'aiuto di Bond.

## Film
Dopo essere nuovamente fuggita dall'incubo rappresentato da Sanchez, Lupe si nasconde a Key West, in Florida, nell'abitazione segreta del suo nuovo amante. Sanchez, accompagnato dai suoi uomini, tra cui lo spietato killer Dario, irrompe nell'abitazione, punisce duramente Lupe, frustandola sulla schiena e fa uccidere l'amante della donna. Mentre Lupe e gli uomini di Sanchez riescono a scappare, questi viene catturato a seguito di un'operazione condotta da Felix Leiter e James Bond.
Riuscito a fuggire dal carcere con l'aiuto di un agente corrotto, Sanchez si vendica dell'accaduto, facendo divorare una gamba di Leiter ad uno squalo e facendo violentare e uccidere la moglie Della. Bond decide di vendicare l'amico e dopo aver dato le dimissioni dall'MI6, si mette personalmente in caccia di Sanchez, deciso più che mai a distruggere l'organizzazione del criminale.
Lupe incontra 007 sulla nave che la sta riportando a casa e successivamente i due si ritrovano nel casino di proprietà di Sanchez, dove Bond costringe la ragazza a portarlo dal suo uomo. 
Inizialmente Lupe terrà a distanza Bond, trattandolo con freddezza, ma successivamente se ne innamora contendendo il suo cuore con Pam Bouvier, un'agente della CIA.
Dopo una notte di passione tra 007 e Lupe, la ragazza, decisa a salvare la vita dell'agente segreto da un imminente agguato che Sanchez e il suo scagnozzo Dario hanno preparato per lui, avverte Q  e Bouvier, gli alleati di Bond.
Dopo aver smantellato l'organizzazione di Sanchez e aver vendicato Felix Leiter, Bond e Lupe si ritrovano ad una festa in compagnia di Pam, di Q e del presidente Hector Lopez. La ragazza ringrazia 007 per averla salvata e tenta di sedurre l'agente segreto che, però, respinge le sue avance e raggiunge Pam dopo aver detto a Lupe "Credo che tu e il presidente sarete una bella coppia".